# Osservatorio astronomico di Libbiano
L'osservatorio astronomico Galileo Galilei è un osservatorio italiano situato a Libbiano, nel comune di Peccioli. 
Il suo codice MPC  è  B33.
Il luogo, sufficientemente lontano dalle fonti di inquinamento luminoso corrisponde alle specifiche ambientali richieste da una struttura osservativa amatoriale di medio livello. 

## Storia
Di proprietà del comune, la struttura è stata realizzata dal comune di Peccioli nell'ambito della valorizzazione culturale del territorio mediante il recupero delle strutture esistenti: un vecchio acquedotto ed una scuola elementare in disuso, che sono stati riconvertiti in due distinte strutture: l'osservatorio vero e proprio ed il centro didattico per lo svolgimento di iniziative promozionali e culturali (attività pratiche, didattiche e divulgative). L'inaugurazione è avvenuta il 28 ottobre 2006, con il patrocinio di Franco Pacini e del sindaco del Comune di Peccioli Silvano Crecchi.

## Struttura

### Gestione scientifica
La gestione scientifica dell'osservatorio è a cura dell'Associazione Astrofili Alta Valdera di Peccioli (vedi www.astrofilialtavaldera.it)

### Osservatorio "Galileo Galilei"
La specola è dotata di una cupola di oltre 4 m di diametro e ospita i due telescopi principali:
- Ritchey-Chrétien 500 mm di diametro con focale a f/8-f/6
- rifrattore apocromatico da 180 mm con focale a f/9

### Centro didattico
Il centro didattico è una ex scuola elementare, totalmente ristrutturata e annessa all'osservatorio, ove si trovano una sala Conferenze, una mostra permanente di immagini riprese dai soci dell'Associazione Astrofili Alta Valdera e un planetario  .

## Attività scientifica
Nel 2009 vi è stato scoperto l'asteroide 331011 Peccioli, intitolato in onore del comune. All'evento fu dedicato nel 2012 un annullo filatelico.